# Harry Schüssler
Harry Karl Ragnar Schüssler (* 24. Juni 1957 in Malmö) ist ein schwedischer Schachspieler.
Die schwedische Meisterschaft konnte er zweimal gewinnen: 1976 und 1978 (mit Nils-Gustaf Renman geteilter Erster). Den Rilton Cup in Stockholm konnte er 1978/79 gewinnen.
Er spielte für Schweden bei sechs Schacholympiaden: 1976 bis 1984 und 1988. Bei der Schacholympiade 1980 erhielt er eine individuelle Silbermedaille für sein Ergebnis am vierten Brett. Außerdem nahm er zweimal an den europäischen Mannschaftsmeisterschaften (1980 und 1989) teil. Den Nordic Chess Cup gewann er mit der schwedischen Nationalmannschaft 1985.
In Deutschland spielte er zwischen der Saison 1980/81 und Saison 1984/85 in der Bundesliga für die SG Bochum 31, in den Saisons 1985/86 und 1986/87 für Lasker Steglitz sowie zwischen den Saisons 1987/88 und 1990/91 für den Hamburger SK. In Schweden spielte er für den Limhamns SK und den Eksjö SK.
| Hier fehlt eine Grafik, die leider im Moment aus technischen Gründen nicht angezeigt werden kann. Wir arbeiten daran! |